# لیزر

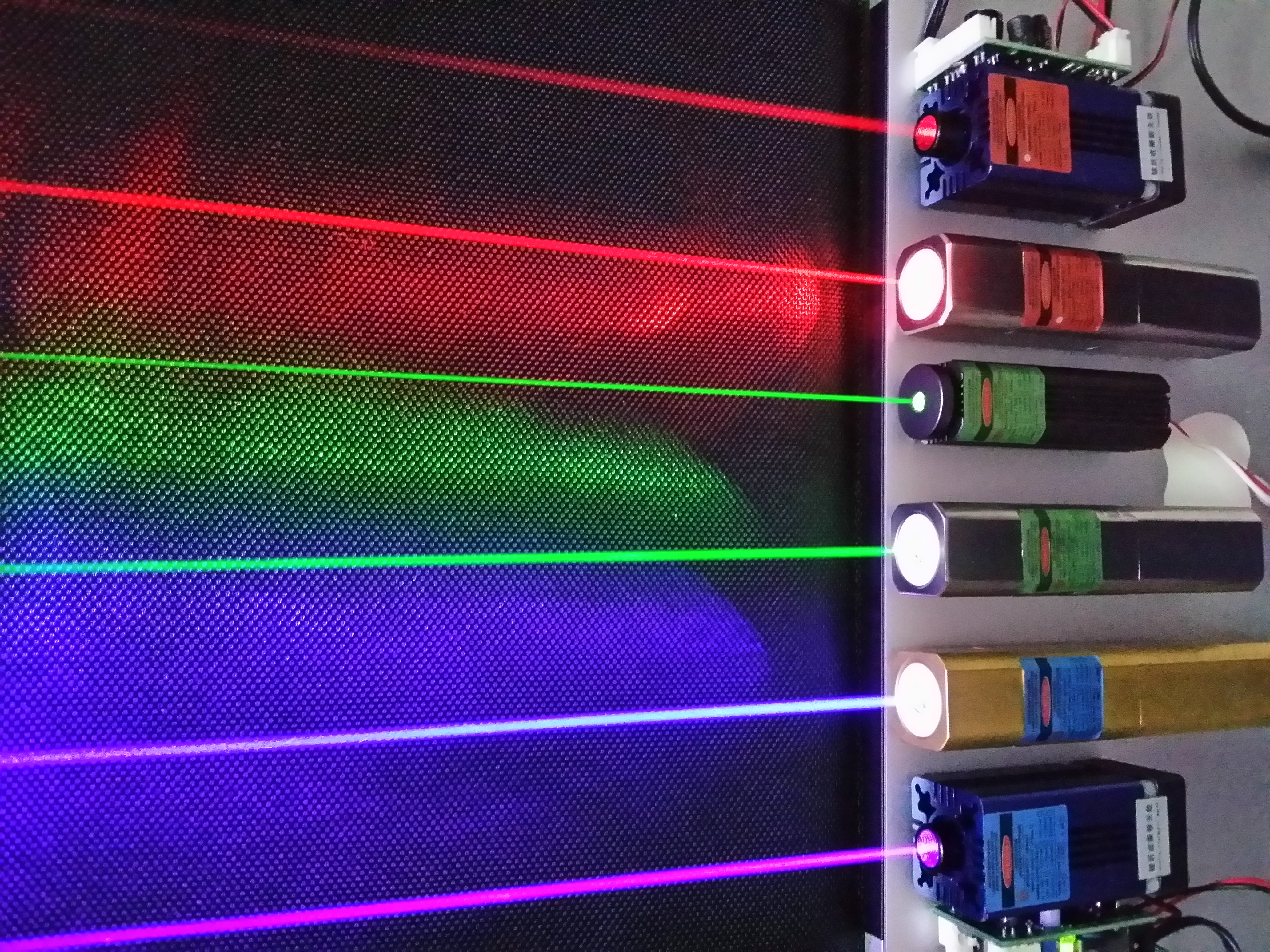
farme

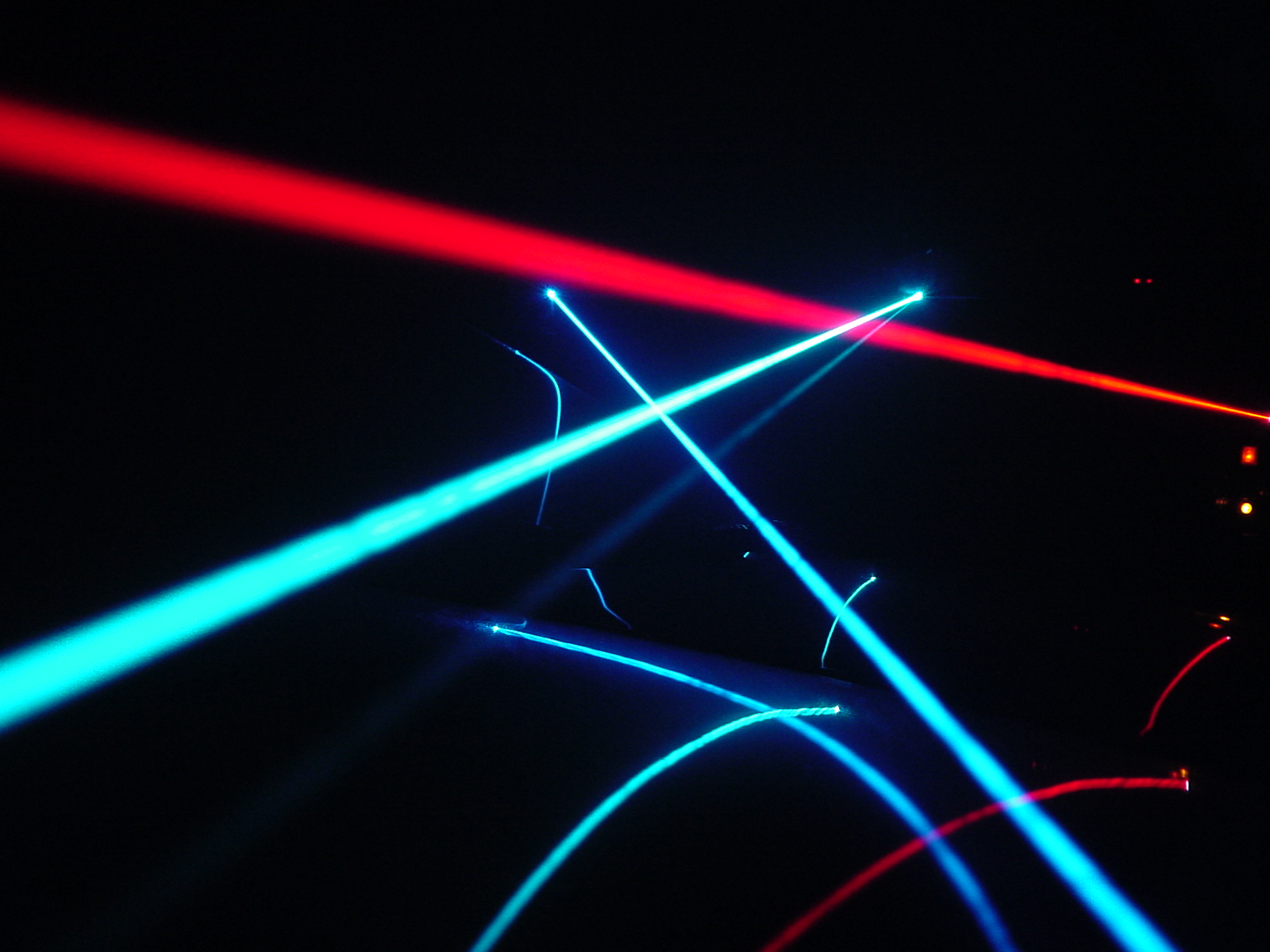
پرتوهای لیزر در مه، منعکس شده در شیشهٔ جلوی خودرو

لیزر دستگاهی است که با تقویت نوری، نور ساطع می‌کند و این کار از طریق فرایند گسیل القایی تشعشعات الکترومغناطیسی انجام می‌شود. لیزر، نور را به صورت پرتوهای موازی بسیار باریکی که طول موج مشخصی دارند ساطع می‌کند. این دستگاه از ماده‌ای جمع‌کننده یا فعال‌کنندهٔ نور تشکیل شده که درون محفظهٔ تشدید نور قرار دارد. این ماده پرتو نور را که به وسیلهٔ یک منبع انرژی بیرونی (از نوع الکتریسیته یا نور) به وجود آمده، تقویت می‌کند.
لیزر (Laser) سرواژه عبارت Light amplification by stimulated emission of radiation به‌معنای تقویت نور با گسیل تحریکی تابش است.
نخستین بار طرح اولیهٔ لیزر (میزر) را آلبرت اینشتین داد. کار لیزر به این‌گونه است که با تابش یک فوتون به یک ذره (اتم یا مولکول یا یون) برانگیخته، یک فوتون دیگر نیز آزاد می‌شود که این دو فوتون با هم، هم‌فرکانس هستند. با ادامهٔ این روند شمار فوتون‌ها افزایش می‌یابد که می‌توانند باریکه‌ای از فوتون‌ها را به وجود بیاورند.
لیزر از نظر ماهیت هیچ تفاوتی با نور عادی ندارد و خواص فیزیکی لیزر، آن را از نورهای ایجاد شده از دیگر منابع متمایز می‌سازد. از نخستین روزهای تکنولوژی لیزر، به خواص ویژهٔ آن پی برده شد که خود این خواص، بستری عظیم برای کاربردهای وسیع این پدیده در علوم گوناگون به ویژه صنعت و پزشکی ایجاد کرده‌است.
شاید مهم‌ترین بخش فیزیک اتمی، بحث فیزیک لیزر باشد. با دادن انرژی به الکترون‌های یک اتم می‌توان آن‌ها را به مدارهای بالاتر برد. اما این باعث ناپایداری الکترون‌ها شده و آن‌ها ترجیح می‌دهند با از دست دادن انرژی به صورت نشر نور یا گرما به مدار اصلی خود برگردند. این انرژی به صورت یک فوتون با فرکانس مشخصی آزاد می‌شود. نور از همین فوتون‌ها ساخته می‌شود. پس اگر با تعداد زیادی از اتم‌ها هم‌زمان این کار را انجام دهیم، می‌توانیم پرتو نوری تک‌فرکانس ایجاد کنیم. علاوه بر این‌که با روش‌ها و دقت‌هایی می‌توان پرتوهای هم‌فاز تولید کرد. این پدیده اساس تولید پرتوهای لیزر است. ویژگی‌های منحصربه‌فرد لیزر آن را از نورهای دیگر متمایز می‌سازد که در هیچ منبع نور دیگری یافت نمی‌شود. لیزر چهار ویژگی دارد:
1. همدوسی
2. تک‌رنگی (تکفامی)
3. جهتمندی
4. درخشایی (روشنایی)

همچنین لیزرهایی که طول موج کوتاهی دارند مانند لیزر آبی می‌توانند طی چند روز تابش سرطان‌زا باشند. در سطح بالاتر می‌توان از شتاب‌دهنده‌های اتمی نیز برای تابش از ذرّات کوارک استفاده کرد

## تاریخچه
پیشنهاد استفاده از گسیل القایی از یک سامانه با جمعیت وارون برای تقویت امواج مایکروویو به‌طور مستقل را وبر، جوردون، زیگر، باسو، تانز و پروخورو دادند. نخستین استفادهٔ عملی از چنین تقویت‌کننده‌هایی توسط گروه جوردون، زیگر و تاونز در دانشگاه کالیفرنیا انجام شد. این گروه نام میزر را که سرواژهٔ عبارت «Microwave Amplification by Stimulated Emission of Radiation» است، برای آن برگزیدند.
مبانی نظری لیزر را آلبرت اینشتین در ۱۹۱۶ طی مقاله‌ای مطرح کرد ولی سال‌های نسبتاً زیادی طول کشید تا صنعت و فناوری امکان ساخت نخستین لیزر را فراهم کند. چارلز تاونز در سال ۱۹۵۳ میزر (تقویت‌کنندهٔ موج مایکروویو) را اختراع کرد و خواست آزمایش‌های خود را حول جایگزینی نور مرئی به جای فروسرخ ادامه دهد و هم‌زمان این امر میان آزمایشگاه‌های گوناگون در سراسر جهان به عنوان رقابتی جدی در نظر گرفته شد. نخستین لیزر با استفاده از گذار مایکروویو در مولکول‌های آمونیاک ساخته شد در سال ۱۹۵۸ نخستین بار پیشنهاد فعالیت لیزر در فرکانس‌های نوری در مقاله‌ای توسط اسکاولو و تاونز داده شد. عبارت لیزر در همان زمان در مقاله‌ای از «گوردون هولد»، دانشجوی دکترای دانشگاه کلمبیا، پیشنهاد شد و تئودور میمن (Theodore H. Maiman) لیزر پالسی یاقوت را در ۱۹۶۰ ساخت. نخستین لیزر گازی را نیز علی جوان فیزیکدان ایرانی (ملقب به علی جون) در سال ۱۹۶۱ با استفاده از هلیوم و نئون ساخت. در سال ۱۹۶۲ نیز پیشنهاد لیزرهای نیمه‌هادی مطرح گردید. نور لیزر را تکفام پرتو نیز می‌نامند.
از سال ۱۹۶۶ لیزر نیم‌رسانا در مخابرات نوری در ژاپن و آمریکا مورد توجه قرار گرفت و نسبت به امکان مد گردانی مستقیم آن تا فرکانس‌های بسیار زیاد شناخت حاصل شده‌است.

## سیر تحول و رشد

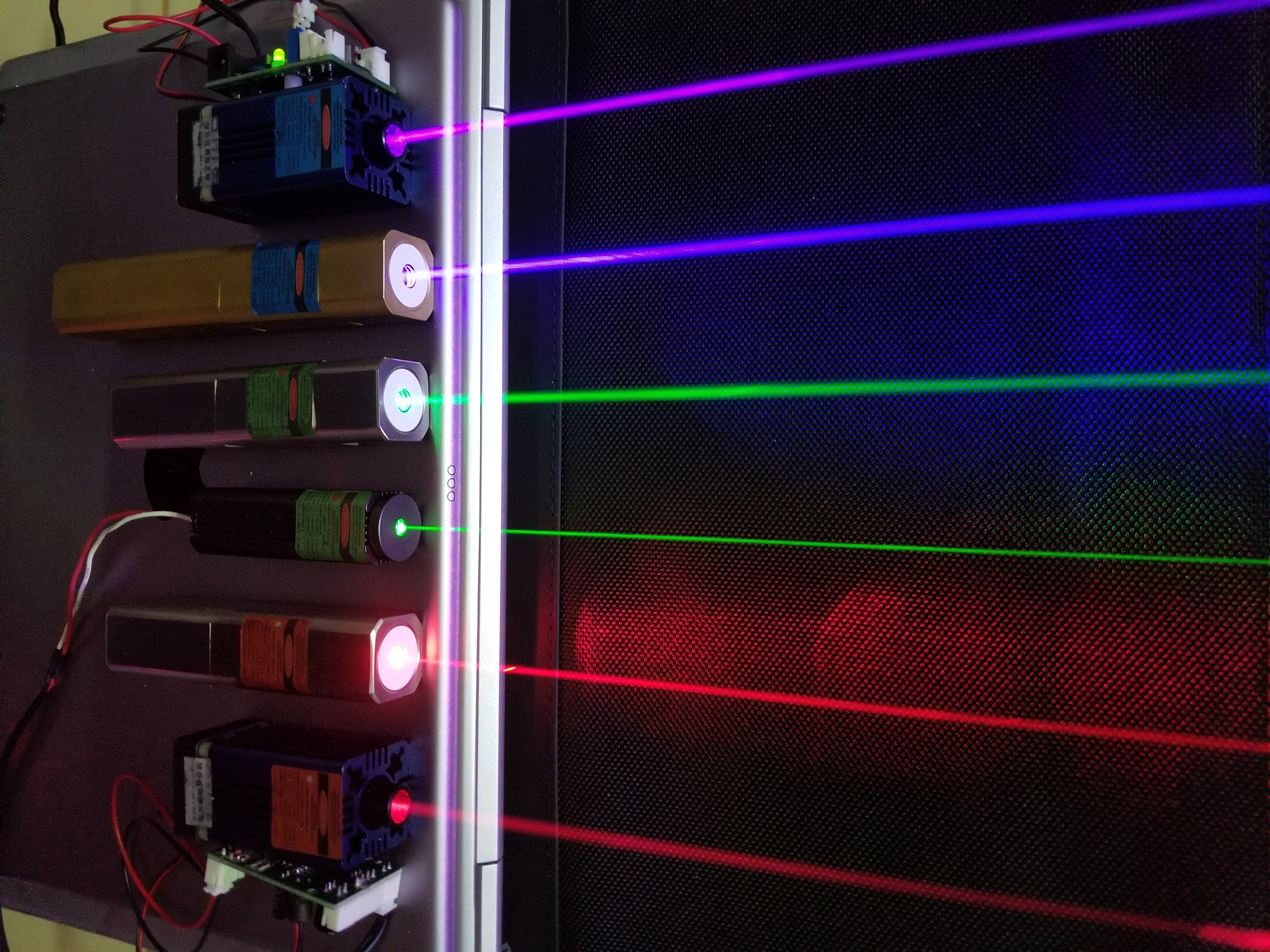
نشانگر لیزری لیزر قرمز: ۶۳۵ و ۶۶۰ نانومتر، لیزر سبز: ۵۲۰ و۵۳۲ نانومتر و لیزر آبی: ۴۰۵ و ۴۴۵ نانومتر.

با پیشرفت روزافزون مکانیک کوانتومی و جنبه‌های ذره‌ای نور و تولید آینه‌هایی با توان بالا دانشمندان لیزرهایی را با توان خروجی بهتر (لیزرهای توان بالا) و همدوسی بالاتر ساختند.
اختراع لیزر به سال ۱۹۵۸ با نشر مقالات علمی در رابطه با میزر پرتو فروسرخ و نوری برمی‌گردد. نشر مقالات یاد شده سبب افزایش تحقیقات علمی توسط دانشمندان در سراسر جهان گردید. در بخش ارتباطات نیز کارشناسان توانایی لیزر را که جایگزین ارسال یا مخابرهٔ الکتریکی شود، تأیید نمودند. اما این‌که چگونه پالس‌ها را مخابره نمایند، مشکلات زیادی را به وجود آورد. در سال ۱۹۶۰ دانشمندان پالس نور را مخابره نمودند، سپس از لیزر استفاده کردند. لیزر نور زیادی را تولید کرد که بیش از میلیون‌ها بار روشن‌تر از نور خورشید بود. پرتو لیزر می‌تواند خیلی تحت تأثیر شرایط جوی مانند بارندگی، مه، ابرهای کم ارتفاع، چیزهای موجود در آزمایش‌های مربوط به هوا مانند پرندگان قرار گیرد.
دانشمندان نیز طرح‌های نویی را جهت حمایت نور از برخورد با موانع را پیشنهاد نمودند. قبل از اینکه لیزر بتواند سیگنال‌های تلفن را ارسال کند. اختراع مهم دیگر موج‌بر فیبر نوری بود که شرکت‌های مخابراتی برای ارسال صدا، اطلاعات و تصویر از آن استفاده می‌کنند. امروزه ارتباطات الکترونیکی بر پایهٔ فوتون‌ها استوار است. تکنولوژی تسهیم طول موج یا رنگ‌های گوناگون نوری برای ارسال تریلیون بیت فیبر نوری استفاده می‌کند.

## عناصر اساسی لیزر

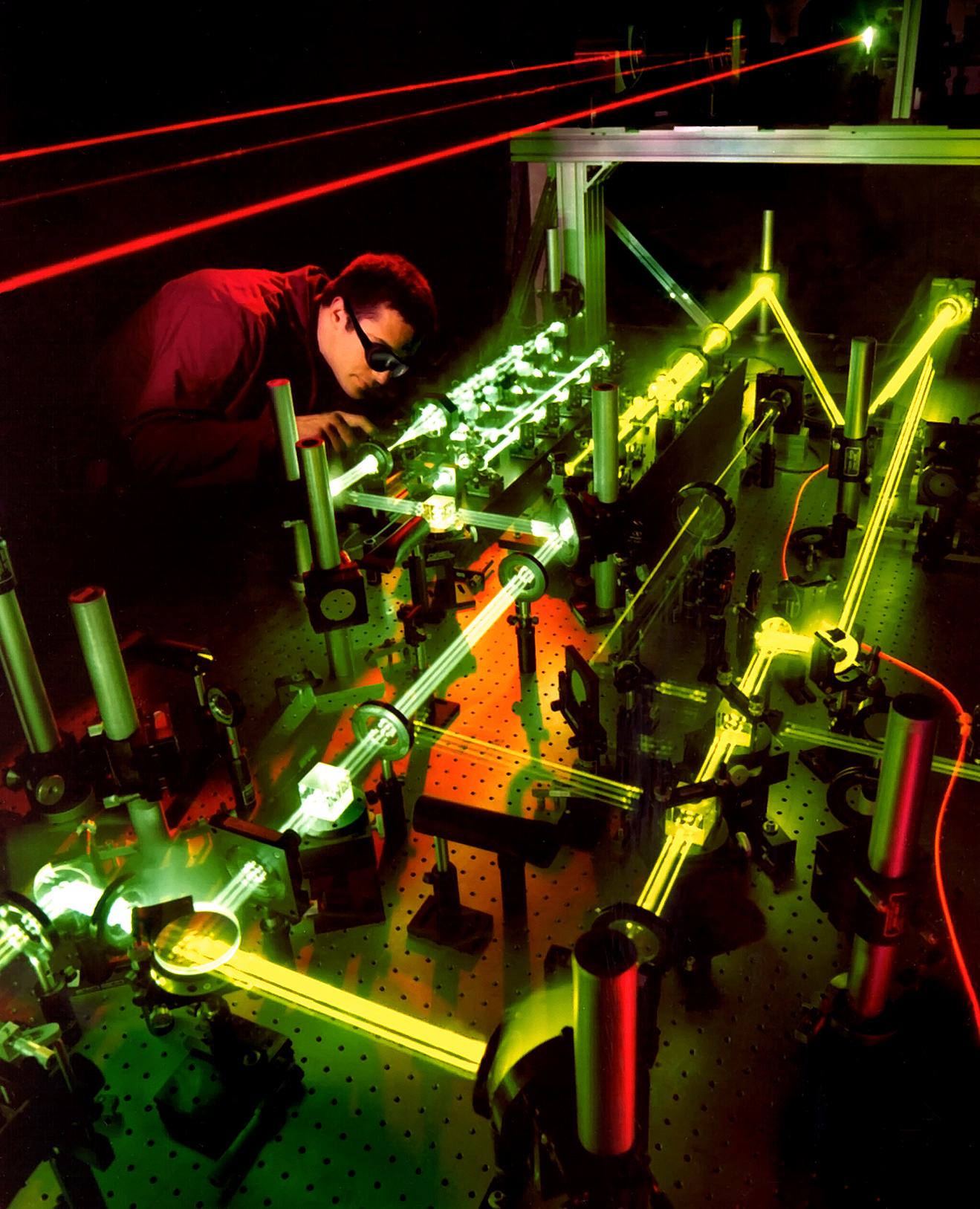
یک تکنسین در حال آزمایش لیزر

ابزار لیزر یک نوسانگر اپتیکی است که باریکهٔ بسیار موازی شدهٔ شدیدی از تابش همدوس را گسیل می‌کند و از سه بخش ساخته شده‌است:
1. چشمهٔ انرژی خارجی یا دمنده
2. محیط تقویت‌کننده
3. کاواک اپتیکی یا تشدیدگر

### دمنده
دمنده یک چشمهٔ انرژی خارجی است که جمعیت وارون را در محیط لیزری به وجود می‌آورد. تقویت موج نور یا میدان تابش فوتون تنها در یک محیط لیزری که در آن وارونی جمعیت بین دو تراز انرژی وجود داشته باشد روی می‌دهد. برای این‌که لیزر کار کند لازم است تعداد اتم‌های {\displaystyle N_{2}} در تراز انرژی {\displaystyle E_{2}} از تعداد اتم‌های {\displaystyle N_{1}} در تراز انرژی {\displaystyle E_{1}} بزرگ‌تر باشد. این وضعیت را وارونی جمعیت می‌نامند. وارونی جمعیت و گسیل القائی با هم در محیط لیزری کار می‌کنند و باعث تقویت نور می‌شوند. در غیر این وضعیت موج نور عبورکننده از محیط لیزری تضعیف خواهد شد.
دمنده‌ها می‌توانند از نوع اپتیکی، الکتریکی، شیمیایی یا گرمایی باشند به شرط این که انرژی لازمی را فراهم کنند که بتواند با محیط لیزری برای برانگیختن اتم‌ها و ایجاد وارونی جمعیت لازم همراه شود.
در لیزرهای گازی مانند لیزر هلیوم-نئون، دمنده‌ای که از همه بیشتر به کار می‌رود از نوع تخلیهٔ الکتریکی است. عوامل مهم حاکم بر این نوع دمش مقطع‌های برانگیزش الکترونی و طول عمرهای ترازهای انرژی مختلف هستند. در بعضی از لیزرهای گازی، الکترون‌های آزادی که در فرایند تخلیه تولید شده‌اند با اتم‌ها، یون‌ها یا مولکول‌های لیزر مستقیماً برخورد و آن‌ها را برانگیخته می‌کنند. در سایر لیزرها، برانگیزش توسط برخوردهای ناکشسان اتم-اتم یا مولکول-مولکول روی می‌دهد.
در لیزر Nd:YAG از دمش اپتیکی استفاده می‌کنند.

### محیط لیزری
محیط تقویت‌کننده یا ناحیهٔ فعال لیزر بخش مهمی از ابزار لیزر است که منبع ساطع‌کنندهٔ نور است و می‌تواند گاز، مایع یا جامد باشد و طول موج تابش لیزری را تعیین می‌کند. بسیاری از لیزرها از روی نوع محیط لیزری به کار رفته در آن‌ها نامگذاری می‌شوند، برای نمونه لیزر هلیم-نئون (He-Ne)، لیزر کربن دی‌اکسید و لیزر نئودیمیم: ایتریم آلومینیم گارنت (Nd:YAG).

## خروجی لیزر
برای کاربرد های مختلف لیزر نیازمند آن هستیم که باریکه ی لیزر را به نحوی مطلوب کنترل کنیم. خروجی لیزرها به دو صورت پالسی و پیوسته‌است. پالس در واقع نوری است که در محدودهٔ زمانی کوتاه تابیده می‌شود. این محدودهٔ زمانی امروزه به کمتر از فمتوثانیه رسیده‌است.

## کاربردهای لیزر
- فیزیک و شیمی

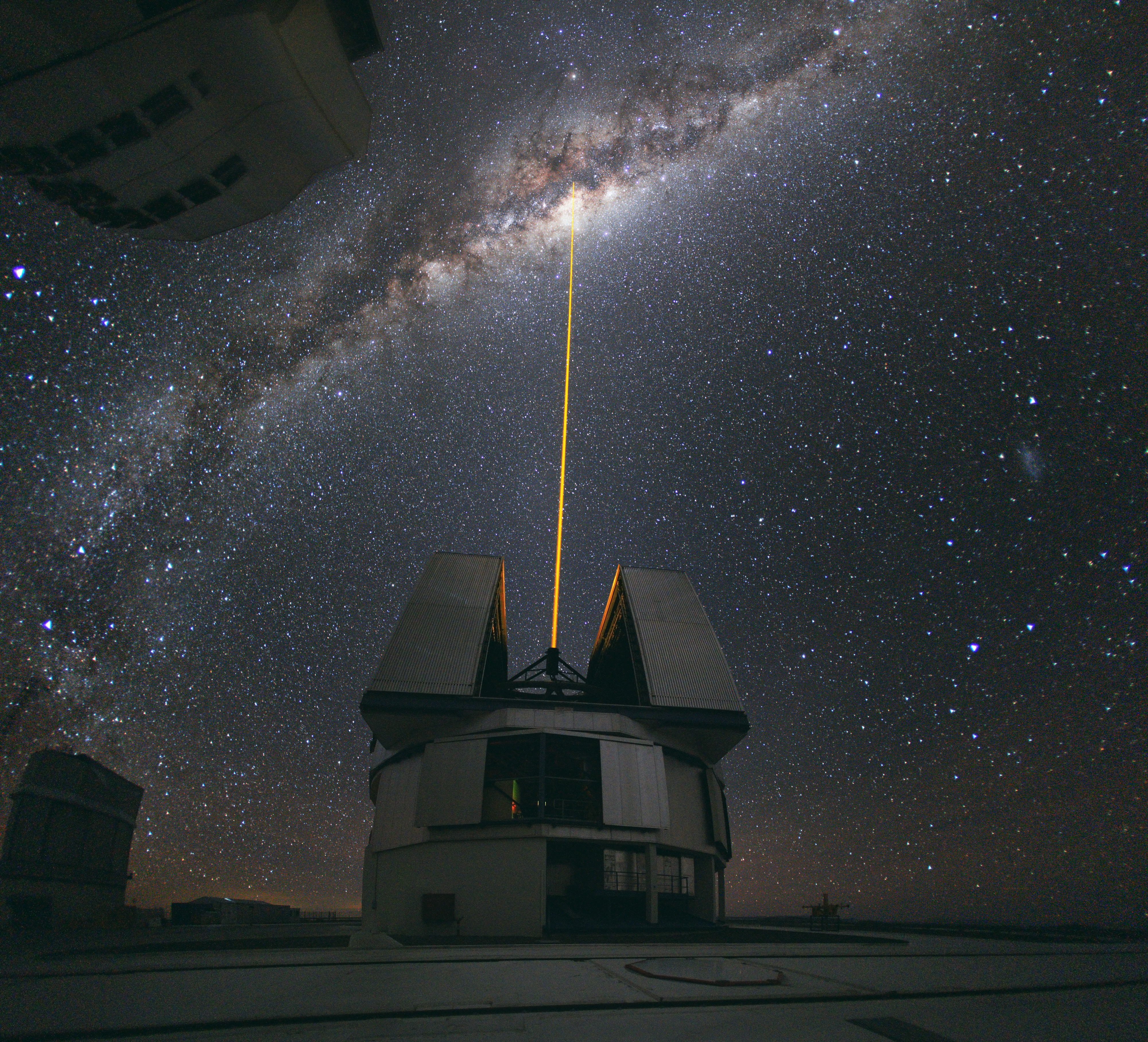
گروهی از ستاره‌شناسان با استفاده از یک تلسکوپ قدرتمند لیزری کهکشان راه شیری را مشاهده می‌کنند.

- زیست‌شناسی و پزشکی: چاقوی لیزری، مته لیزری، فیزیوتراپی و …
- صنایع نظامی: ردیاب لیزری، تفنگ لیزری، بمب با هدایت لیزری و …
- صنعت: لیزر مارکر (حکاکی)، جوشکاری لیزری، برش‌های لیزری، برش الماس، مسافت‌یاب لیزری، صنایع ساختمانی
- همجوشی هسته‌ای
- ارتباطات نوری
- ساخت ترانزیستور و مدار مجتمع
- لیتوگرافی و استریولیتوگرافی
- فرآوری اطلاعات نوری و ضبط آن‌ها
- فرآوری مواد
- تمام‌نگاری (هولوگرافی)
- اندازه‌گیری (سرعت‌سنجی)
- بازرسی
- آزمایشگاهی و پژوهشی: اندازه‌گیری، سنتز مواد و …
- لایه‌نشانی به روش لیزر پالسی

پس از این‌که لیزر کربن دی‌اکسید در سال ۱۹۶۴ اختراع شد کاربرد لیزر به واسطهٔ دقت بالا و خطای ناچیز آن در زمینه‌های پزشکی افزایش یافت و برای جراحان ممکن شد تا به‌جای چاقوهای جراحی از فوتون استفاده کنند. امروزه لیزر می‌تواند وارد بدن شود و اعمال جراحی را نیز انجام دهد.
دیسک‌های تصویری و صوتی و لوح‌های فشرده؛ یک دیسک ویدئو حامل یک برنامهٔ ویدئویی ضبط‌شده‌است که می‌توان آن را بر روی دستگاه تلویزیون معمولی نمایش داد. سازندگان دیسک ویدئویی اطلاعات را با استفاده از یک سابنده روی آن ضبط می‌کنند که این اطلاعات به وسیلهٔ لیزر خوانده می‌شود. یک روش معمول ضبط شامل برش‌های شیاری با طول‌ها و فاصله‌های مختلف است. عمق این شیارها ۴/۱ طول موج لیزری است که از آن در فرایند خواندن استفاده می‌شود. در موقع خواندن باریکهٔ لیزر طوری کانونی می‌شود که فقط بر روی یک شیار بیفتد. هنگامی که شیار در مسیر لکهٔ باریکهٔ لیزر واقع شود بازتاب به خاطر تداخل ویرانگر بین نور بازتابیده از دیوارهای شیار و به آن کاهش پیدا می‌کند. به عکس نبودن شیار باعث یک بازتاب قوی می‌شود. بدین طریق می‌توان اطلاعات تلویزیونی را به صورت رقمی ضبط کرد.
در ژانویهٔ ۲۰۱۳ فیزیکدانان ذرات یک گاز کوانتومی بر پایهٔ پتاسیم ساختند. این گاز هنگامی که تحت تأثیر لیزر و میدان مغناطیسی قرار می‌گیرد به دماهای منفی می‌رسد. در این دمای ترمودینامیکی، ماده شروع به بروز دادن خواص ناشناختهٔ پیشین می‌کند.

## آخرین فناوری‌ها
شرکت نظامی راین متال آلمان با موفقیت یک لیزر پرقدرت نظامی را طراحی و تولید کرد. این لیزر می‌تواند هواپیماهای پهپاد را در میانهٔ پروازشان تخریب کند. این نوع لیزر تخریبی از فاصلهٔ یک مایلی (۱۶۰۰ متر) قادر است بدنهٔ فولادی پهپاد را شکافته و به داخل هواپیما نفوذ کند. این ویژگی تخریبی حتی در آب و هوای نامساعد هم دچار اختلال نمی‌گردد. این شرکت قصد دارد با گسترش تحقیقات خود کارایی این لیزر را در جهت تخریب دیگر وسایل نقلیهٔ نظامی در میدان‌های جنگی افزایش دهد.

## انواع لیزر

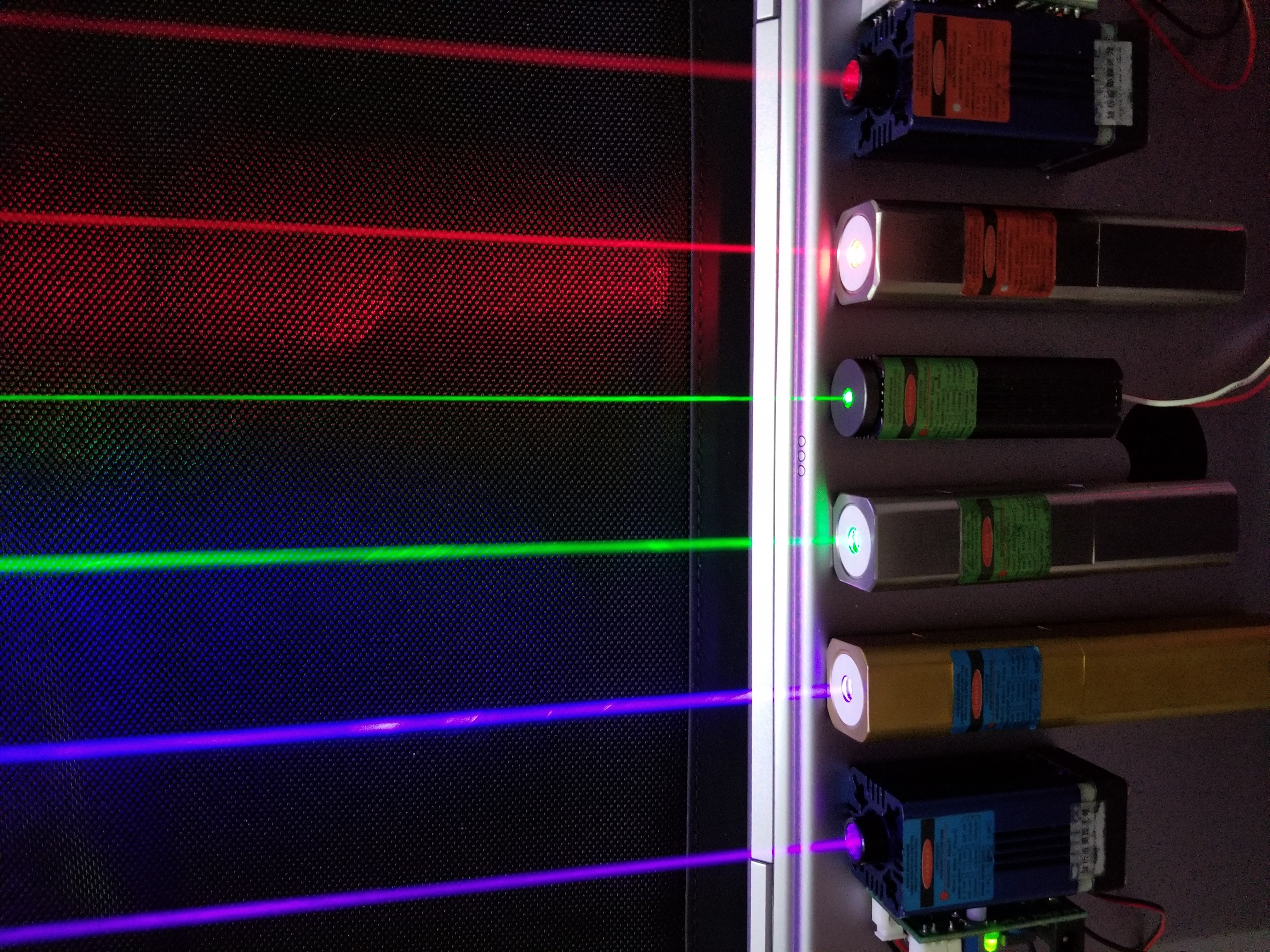
چند نور لیزر مختلف

### لیزر حالت جامد
در لیزر حالت جامد، مادهٔ فعالِ ایجادکنندهٔ لیزر، یک مادهٔ جامد ممزوج شده با یون‌های فلزی (از عناصر واسطه یا لانتانیدی) است. یون‌های فلزی با غلظت کم در داخل مادهٔ جامد بلوری یا غیربلوری قرار می‌گیرد. از مهم‌ترین لیزرهای حالت جامد می‌توان از لیزر یاقوت که یک لیزر سه‌ترازی است و لیزرهای نئودیمیم نام برد.

### لیزر گازی
ماده در لیزرهای گازی یک گاز است که به صورت خالص یا همراه با گازهای دیگر مورد استفاده قرار می‌گیرند. بعضی از این مواد عبارت‌اند از: نئون به همراه هلیوم (لیزر هلیوم نئون)، کربن دی‌اکسید به همراه نیتروژن و هلیوم، آرگون، کریپتون، هگزافلورئید و ….

### لیزر مایع
از مایعات به‌کار رفته در این نوع لیزرها اغلب به منظور تغییر طول موج یک لیزر دیگر استفاده می‌شود. (اثر رامان). بعضی از این مواد عبارت‌اند از: تولوئن، بنزن و نیتروبنزن. گاهی محیط فعال برخی از این لیزرها را محلول‌های برخی ترکیبات آلی رنگین از قبیل مایعاتی نظیر اتانول، متانول یا آب تشکیل می‌دهد. این رنگ‌ها اغلب جز رنگ‌های پلی‌متین یا رنگ‌های اگزانتین یا رنگ‌های کومارین هستند.

### لیزر نیم‌رسانا
این نوع لیزرها به لیزر دیود یا لیزر تزریقی نیز معروفند. نیم‌رساناها از دو ماده که یکی کمبود الکترون داشته، (نیم‌رسانای نوع p) و دیگری الکترون اضافی دارد، (نیم‌رسانای نوع n) تشکیل شده‌اند. وقتی این دو به یکدیگر متصل می‌شوند، در محل اتصال ناحیه‌ای به نام منطقهٔ اتصال p_n به وجود می‌آید. آن منطقه جایی است که عمل لیزر در آن رخ می‌دهد.
الکترون‌های آزاد از ناحیهٔ n و از طریق این منطقه به ناحیهٔ p مهاجرت می‌کنند. الکترون هنگام ورود به منطقهٔ اتصال، انرژی کسب می‌کند و هنگامی که می‌خواهد به ناحیهٔ p وارد شود، این انرژی را به‌صورت فوتون از دست می‌دهد. اگر ناحیهٔ p به قطب مثبت و ناحیهٔ n به قطب منفی یک منبع الکتریکی وصل شود، الکترون‌ها از ناحیهٔ n به ناحیهٔ p حرکت کرده و باعث می‌شوند تا در منطقهٔ اتصال، غلظت زیادی از مواد فعال به وجود آید. با از دست دادن فوتون، تابش الکترومغناطیسی حاصل می‌گردد.
چنانچه دو انتهای منطقهٔ اتصال را صیقل دهند، آن‌گاه یک کاواک لیزری به وجود خواهد آمد. اصولاً این نوع لیزرها را طوری می‌سازند که با استفاده از ضریب شکست دو جز p و n، کار تشدید پرتو لیزر انجام شود. یکی از نقاط ضعف لیزرهای نیم‌رسانا همین است، زیرا با تغییر دما، میزان ضریب شکست و به دنبال آن خواص پرتو حاصله، تفاوت خواهد کرد. به همین دلیل لیزرهای دیودی نسبت به تغییرات دما بسیار حساس هستند.
در یک نوع از این لیزرها از بلور گالیم-آرسنیک استفاده می‌شود که در آن تلوریم و روی به عنوان ناخالصی وارد می‌شوند. هنگامی که در بلور فوق به‌جای برخی از اتم‌های آرسنیک، اتم تلوریم قرار داده شود، جسم حاصل نیم‌رسانایی از نوع n بوده و وقتی که اتم‌های روی مستقر می‌گردند، مادهٔ به‌دست آمده از خود خاصیت نیم‌رسانای p را نشان خواهد داد.

### لیزر شیمیایی
در این نوع لیزرها، تغییرات انرژی حاصل از یک واکنش شیمیایی باعث برانگیزش بعضی از فراورده‌ها و در نتیجه وارونگی جمعیت می‌شود که به دنبال آن عمل لیزر اتفاق می‌افتد. تجزیهٔ هالید نیتروزیل (NOX) و C2N2 توسط نور را می‌توان به عنوان مثال ذکر نمود. در تجزیهٔ هالید نیتروزیل NO و در تجزیهٔ C2N2 ،CN برانگیخته می‌شود. X می‌تواند کلر یا برم باشد.

### لیزر کی‌لیتی
به دلیل وجود تابش‌های فلورسانس پرشدت حاصل از بعضی ترکیبات کی‌لیتی لانتانیدها، استفاده از این سیستم‌ها چندان مورد توجه نبوده‌است. این ترکیبات ایجاد پرتو لیزر را ممکن ساخته‌است. یکی از مکانیسم‌های پیشنهادی برای این فرایند آن است که ابتدا لیگاند برانگیخته شده و سپس یک جهش بدون تابش درون مولکولی به تراز برانگیختهٔ فلز صورت گیرد و به دنبال آن یون فلزی با گسیل تابش فلورسانس به تراز پایه برمی‌گردد.
این تابش سرچشمه پرتو نور لیزر است. β - دی‌کتون‌ها از جمله لیگاندهایی هستند که با لانتانیدها تولید ترکیبات کی‌لیتی می‌نمایند. در چنین سیستم‌هایی می‌توان با استفاده از یون‌های فلزی گوناگون، لیزرهای کنترل شده) به‌دست‌آورد. نیاز به دمای پایین جهت تأمین کارایی خوب، از توجه و مطالعه در مورد این سیستم‌ها کاسته‌است.

## برای مطالعهٔ بیشتر

### کتاب‌ها
- Bertolotti, Mario (1999, trans. 2004). The History of the Laser. Institute of Physics. شابک ‎۰−۷۵۰۳−۰۹۱۱−۳.
- Bromberg, Joan Lisa (1991). The Laser in America, 1950–1970. MIT Press. شابک ‎۹۷۸−۰−۲۶۲−۰۲۳۱۸−۴.
- Csele, Mark (2004). Fundamentals of Light Sources and Lasers. Wiley. شابک ‎۰−۴۷۱−۴۷۶۶۰−۹.
- Koechner, Walter (1992). Solid-State Laser Engineering. 3rd ed. Springer-Verlag. شابک ‎۰−۳۸۷−۵۳۷۵۶−۲.
- Siegman, Anthony E. (1986). Lasers. University Science Books. شابک ‎۰−۹۳۵۷۰۲−۱۱−۳.
- Silfvast, William T. (1996). Laser Fundamentals. Cambridge University Press. شابک ‎۰−۵۲۱−۵۵۶۱۷−۱.
- Svelto, Orazio (1998). Principles of Lasers. 4th ed. Trans. David Hanna. Springer. شابک ‎۰−۳۰۶−۴۵۷۴۸−۲.
- Taylor, Nick (2000). LASER: The inventor, the Nobel laureate, and the thirty-year patent war. New York: Simon & Schuster. ISBN 978-0-684-83515-0.
- Wilson, J. & Hawkes, J.F.B. (1987). Lasers: Principles and Applications. Prentice Hall International Series in Optoelectronics, Prentice Hall. شابک ‎۰−۱۳−۵۲۳۶۹۷−۵.
- Yariv, Amnon (1989). Quantum Electronics. 3rd ed. Wiley. شابک ‎۰−۴۷۱−۶۰۹۹۷−۸.

### نشریات دوره‌ای
- Applied Physics B: Lasers and Optics (ISSN 0946-2171)
- IEEE Journal of Lightwave Technology (ISSN 0733-8724)
- IEEE Journal of Quantum Electronics (ISSN 0018-9197)
- IEEE Journal of Selected Topics in Quantum Electronics (ISSN 1077-260X)
- IEEE Photonics Technology Letters (ISSN 1041-1135)
- Journal of the Optical Society of America B: Optical Physics (ISSN 0740-3224)
- Laser Focus World (ISSN 0740-2511)
- Optics Letters (ISSN 0146-9592)
- Photonics Spectra (ISSN 0731-1230)